# Filocles (almirall)
Filocles (en llatí, Philocles; en grec antic, Φιλοκλη̂ς) fou un almirall atenenc que va viure al segle v aC.
Va agafar el comandament de la flota, juntament amb Adimant i Conó, després de la deposició dels generals de la batalla naval de les Arginuses, l'any 406 aC. Filocles va proposar la mutilació de tots els presoners: el dit polze de la mà dreta, segons Plutarc, o tota la mà, com diu Xenofont, però es creu que aquesta proposta no es va arribar a aplicar.
El mateix esperit de crueltat va mostrar Filocles quan va capturar unes trirrems de Corint i Andros, i va fer estimbar per un penya-segat tots els presoners. A la batalla d'Egospòtams va caure en mans de Lisandre, que el va fer matar, l'any 405 aC. Segons Xenofont, Lisandre va fer degollar Filocles juntament amb 3.000 presoners que havia fet a la batalla, i va perdonar el traïdor Adimant. Quan Lisandre li va preguntar quina pena creia que es mereixia, Filocles li va dir que no perdés el temps en un judici i el condemnés a la mateixa pena que ell li hauria aplicat. Va donar exemple als atenencs presoners fent-se ajusticiar el primer.